# Municipio de Rozetta
El municipio de Rozetta (en inglés: Rozetta Township) es un municipio ubicado en el condado de Henderson en el estado estadounidense de Illinois. En el año 2010 tenía una población de 271 habitantes y una densidad poblacional de 2,87 personas por km².

## Geografía
El municipio de Rozetta se encuentra ubicado en las coordenadas 40°56′20″N 90°50′11″O / 40.93889, -90.83639. Según la Oficina del Censo de los Estados Unidos, el municipio tiene una superficie total de 94.34 km², de la cual 94,32 km² corresponden a tierra firme y (0,02 %) 0,02 km² es agua.

## Demografía
Según el censo de 2010, había 271 personas residiendo en el municipio de Rozetta. La densidad de población era de 2,87 hab./km². De los 271 habitantes, el municipio de Rozetta estaba compuesto por el 99,26 % blancos y el 0,74 % eran de una mezcla de razas. Del total de la población el 0 % eran hispanos o latinos de cualquier raza.